# Harriet Buchheit
Harriet Buchheit (* 17. April 1963 in Landau/Pfalz) ist eine deutsche Kinder- und Jugendbuchautorin.

## Leben
Harriet Buchheit ist die Tochter von Gert Buchheit und wuchs in Landstuhl und Hütschenhausen auf. Nach dem Abitur studierte sie von 1982 bis 1985 Fremdsprachen an der Universität des Saarlandes. Sie arbeitete dann als Übersetzerin und Dolmetscherin. Hauptberuflich wurde sie Stewardess bei der Lufthansa. Sie ist begeisterte Reiterin und schreibt seit 1978 vor allem Kinderbücher, die sich intensiv mit dem Thema beschäftigen, im Arena Verlag oft von Milada Krautmann illustriert.

## Werke (Auswahl)
- Das beste Pferd für Regine. Ensslin u. L., Ening.1985, ISBN 978-3770905010.
- Ein Pferd zum verlieben. Ensslin u. L., Ening. 1986, ISBN 978-3770905256.
- Kein Pferd für zwei. Ensslin u. L., Ening. 1988, ISBN 978-3770905898.
- Beinahe ein Wildpferd. Ensslin u. L., Ening.1992, ISBN 978-3770906727.
- Pferdeverrückt. Ensslin u. L., Ening.1992, ISBN 978-3770906833.
- Ein Jahr auf dem Ponyhof. Ensslin u. L., Ening. 1993, ISBN 978-3770907090.
- Sprung für Sprung mit Aladin. Ennslin Verlag 1994, ISBN 978-3770908165.
- Es begann mit Abendstern. Ensslin u. L., Ening. 1995, ISBN 978-3770907335.
- Turnierfieber. Am Tag des Pferdes, Vier Freunde beim Turnier. Ensslin u. L., Ening 1998, ISBN 978-3770909209.
- Pferdesommer in Schweden. Ensslin u. L., Ening. 2000, ISBN 978-3770909728.
- Warum gerade Goldstern? Ensslin u. L., Ening 2000, ISBN 978-3770908516.
- Reiten wie der Wirbelwind. Arena 2002, ISBN 978-3401450827.
- Ein Stall für Hexe. Arena 2002, ISBN 978-3401450506.
- Pferdesommer – Reiterglück. Arena 2004, ISBN 978-3401451886.
- Wer reitet Silbermond? Arena 2004, ISBN 978-3401450742.
- Traumpferd Lucky Star. Arena 2005, ISBN 978-3401452326.
- Ein unvergesslicher Pferdesommer. Arena 2005, ISBN 978-3401452203.
- Sommer mit Wirbelwind. Arena 2012, ISBN 978-3401502755.
- Alina auf dem Reiterhof (1). Pferde pflegen und verstehen. Arena 2019, ISBN 978-3401510910.
- Alina lernt reiten (2). Vom Aufsatteln zum ersten Galopp. Arena 2019, ISBN 978-3401510903.
- Alina lernt voltigieren (3). Vom Aufsprung bis zur Kür. Arena 2019, ISBN 978-3401510897.
- Alinas erster Ausritt (4). Unterwegs zu Pferde. Arena 2019, ISBN 978-3401510880.